# Cedrus atlantica
Il cedro dell'Atlante (Cedrus atlantica ((Endl.) Manetti ex Carrière, 1855) è un albero appartenente alla famiglia delle Pinaceae. Il nome deriva dalla sua origine e diffusione nella catena dell'Atlante in Nord-Africa, tra Marocco e Algeria. È detto anche cedro argentato per la sfumatura delle foglie.

## Caratteristiche

### Dimensione e portamento
In fase giovanile ha un portamento slanciato ed elegante, nelle piante adulte si osserva una chioma sempre più espansa e maestosa.  Se coltivato in genere raggiunge i 30 metri di altezza, mentre allo stato spontaneo può arrivare anche ai 45 metri di altezza e 1,5 m di diametro. Ha portamento conico, chioma eretta e piramidale, che tende a espandersi con l'età.

### Tronco
Il tronco è dritto, cilindrico. La corteccia, di colore grigio/bruno, si presenta fessurata e screpolata.

### Fiori
La pianta è monoica, cioè porta fiori maschili e femminili sulla stessa pianta. I fiori maschili sono numerosi e si trovano nella parte superiore dei rami. Sono simili a piccoli coni gialli e allungati, lunghi circa 5 cm. Sono costituiti da numerose squame erbacee che producono il polline. I fiori femminili sono simili ai fiori maschili, ma sono più piccoli (circa 1 cm) e di colore verdastro. Sono meno numerosi dei fiori maschili.

### Foglie
Le foglie sono aghiformi, sempreverdi.
Quelle dei brachiblasti sono riunite in ciuffi di 20-45 aghi, mentre quelle dei macroblasti sono singole e disposte a spirale intorno al ramo.

La lunghezza varia da 1,5 a 2,5 cm

### Riproduzione
Fruttifica all'età di 30 anni circa.

I coni compaiono in autunno.

Quelli maschili (lunghi 3,5 cm circa) sono prima giallastri e poi bruni, cadono dopo aver liberato il polline.

Quelli femminili (lunghi 1 cm circa) sono di colore verdastro, impiegano due anni a trasformarsi in pigne a botte, erette di colore bruno che si disfano a maturità.

### Innesto
Si può propagare sia per seme che per talea ed è il miglior portainnesto tra i cedri.

## Areale
L'albero è presente in natura sulla catena dell'Atlante ma anche nel Luberon, in Francia, a causa dell'introduzione artificiale intorno al 1860.